# أرفيد غرام بولسن
أرفيد غرام بولسن (بالنرويجية: Arvid Gram Paulsen)‏ (و. 1922 – 1963 م) هو عازف جاز، وملحن، وعازف ساكسفون نرويجي، ولد في أوسلو، يستخدم آلات ساكسفون، توفي عن عمر يناهز 41 عاماً.

## جوائز
حصل على جوائز منها:
- Buddyprisen [الإنجليزية]‏ (1957).

## روابط خارجية
- أرفيد غرام بولسن على موقع ميوزك برينز (الإنجليزية)
- أرفيد غرام بولسن على موقع ديسكوغز (الإنجليزية)